# Tito Tettamanti
Pour les articles homonymes, voir Tettamanti.
 (octobre 2021).
La mise en forme du texte ne suit pas les recommandations de Wikipédia : il faut le « wikifier ».
Les points d'amélioration suivants sont les cas les plus fréquents. Le détail des points à revoir est peut-être précisé sur la page de discussion.
- Les titres sont pré-formatés par le logiciel. Ils ne sont ni en capitales, ni en gras.
- Le texte ne doit pas être écrit en capitales (les noms de famille non plus), ni en gras, ni en italique, ni en « petit »…
- Le gras n'est utilisé que pour surligner le titre de l'article dans l'introduction, une seule fois.
- L'italique est rarement utilisé : mots en langue étrangère, titres d'œuvres, noms de bateaux, etc.
- Les citations ne sont pas en italique mais en corps de texte normal. Elles sont entourées par des guillemets français : « et ».
- Les listes à puces sont à éviter, des paragraphes rédigés étant largement préférés. Les tableaux sont à réserver à la présentation de données structurées (résultats, etc.).
- Les appels de note de bas de page (petits chiffres en exposant, introduits par l'outil «  Source ») sont à placer entre la fin de phrase et le point final[comme ça].
- Les liens internes (vers d'autres articles de Wikipédia) sont à choisir avec parcimonie. Créez des liens vers des articles approfondissant le sujet. Les termes génériques sans rapport avec le sujet sont à éviter, ainsi que les répétitions de liens vers un même terme.
- Les liens externes sont à placer uniquement dans une section « Liens externes », à la fin de l'article. Ces liens sont à choisir avec parcimonie suivant les règles définies. Si un lien sert de source à l'article, son insertion dans le texte est à faire par les notes de bas de page.
- La présentation des références doit suivre les conventions bibliographiques. Il est recommandé d'utiliser les modèles {{Ouvrage}}, {{Chapitre}}, {{Article}}, {{Lien web}} et/ou {{Bibliographie}}. Le mode d'édition visuel peut mettre en forme automatiquement les références.
- Insérer une infobox (cadre d'informations à droite) n'est pas obligatoire pour parachever la mise en page.

Pour une aide détaillée, merci de consulter Aide:Wikification.
Si vous pensez que ces points ont été résolus, vous pouvez retirer ce bandeau et améliorer la mise en forme d'un autre article.
Tito Tettamanti (né le 6 octobre 1930 à Lugano) est un avocat, politicien, et homme d'affaires suisse.

## Biographie
Tito Tettamanti, né à Lugano en Suisse, est le fils d’un banquier suisse. Il a étudié à la faculté de droit de l’Université de Berne de laquelle il est sorti diplômé en 1953, à 23 ans, pour ensuite passer l’examen d’entrée au barreau en 1955 et devenir avocat.

### Carrière politique
Il a été membre du Parti démocrate-chrétien suisse et a été élu membre du Grand Conseil du canton du Tessin. Puis, en 1959, il a été élu membre du Conseil d’État du même canton, poste qu’il a occupé jusqu’au 9 juillet 1960. Il est démis de son mandat politique pour des faits de fraude fiscale.

### Carrière dans les affaires
En 1959, Tettamanti fonde le cabinet d’avocats et de notaires Tettamanti-Spiess-Dotta puis, à la fin de l’année 1960, il crée la société fiduciaire Fidinam SA, qui a initialement pour but de complémenter les activités du cabinet Tettamanti-Spiess-Dotta en fournissant des services administratifs et comptables à ses clients, société qui deviendra ensuite l’une des dix plus importantes fiduciaires suisses. Il a été le directeur général de Fidinam pendant 25 ans et est encore aujourd’hui président honoraire du groupe Fidinam.
Au cours des années 1960 et 1970, il entreprend des activités d’investisseur immobilier, notamment au Tessin mais aussi au Canada, et au cours de la même période il collabore avec Banca della Svizzera Italiana, société dans laquelle il comptait parmi les actionnaires plus importants. Dans les années 1980, il transfère le centre de ses activités d’investissement à New York, restant actif sur Wall Street jusqu’en 1987.
Considéré dans les années 1990 comme le « roi de l’offshore », Fidinam a longtemps bénéficié de sa position stratégique sur un axe entre l'Italie et le Liechtenstein, puis, à partir de là, tous les paradis fiscaux. La société est apparue dans les années 1990 et 2000 dans plusieurs scandales politico-financiers (Tangentopoli, Parmalat, Enimont, etc.). Elle a également été impliquée dans une affaire de financement occulte du parti d’extrême droite Ligue lombarde.
Tettamanti rentre en Suisse dans les années 1990 pour se spécialiser dans l’acquisition et la gestion de grosses sociétés suisses comme Sulzer, Saurer (entre 1988 et 1992 il a occupé les fonctions de président de Saurer Group Holding AG et de Saurer Group Investment Ltd, puis en juin 1994 il est nommé membre du conseil d’administration et ensuite président honoraire jusqu’en 2000), Rieter, Ascom Holding, et SIG. Au printemps 2010, Tettamanti acquiert le journal Basler Zeitung, la publication majeure du nord-ouest de la Suisse, qu’il contrôlera, mis à part une courte période d’interruption, jusqu’à cession définitive de sa participation en 2014.
De mars 2002 jusqu’à fin 2006, Tettamanti a été l’actionnaire majoritaire de la maison d’édition suisse Jean Frey AG, participation ensuite cédée à la maison d’édition Axel-Springer-Verlag.
Du 13 décembre 2002 au 15 mai 2006, Tettamanti a été membre et président du conseil d’administration de la société de conseil pharmaceutique Interpacific International Limited.
Tettamanti a assuré la présidence du conseil d’administration de Sterling Strategic Value Limited jusqu’en 2012 puis en janvier 2017, Sterling Strategic Value Limited a été convertie en une société en fonds d’investissement alternatif réservé du droit luxembourgeois dont Tettamanti est toujours président honoraire. Il a également occupé les fonctions de président du conseil d’administration  de plusieurs autres sociétés telles que ST Group Holding Inc., ST Real Estate Holding Inc., et ST Services Holding Inc. et est actuellement président honoraire de ST Real Estate Holding Inc., ST Australia Real Estate Inc., et ST USA Real Estate Inc.
Tettamanti est le fondateur de l’Association Société civile de la Suisse italienne (Associazione Società Civile della Svizzera Italiana), et en resté le président jusqu’en 2013. Il a également exercé les fonctions de gouverneur et vice-président du European Policy Forum, basé à Londres. Depuis 2008, Tettamanti est le président de Fondazione Fidinam, une entité à but non lucratif dont la vocation est de soutenir des initiatives dans les domaines de l’éducation, de la recherche, de la santé ainsi que d’autres projets socio-économiques au canton du Tessin et d’autres régions suisses. La Fondazione Fidinam est supervisée par le département fédéral de l'Intérieur suisse. Le conseil de Fondazione Fidinam est aussi composé de Massimo Pedrazzini, Roberto Grassi, Tiziano Moccetti, Alessandra Niedecker et Konrad Hummler. Depuis 2009, il est président de la Fidinam International Charity Foundation.
Après plusieurs années passées à Londres, Tettamanti rentre en 2010  à Lugano. Il participe souvent à des conférences, débats publics, émissions de télévision et de radio. Passionné et érudit de politique, de culture et d’économie internationale, il écrit régulièrement comme chroniquer pour les journaux Corriere del Ticino et Die Zeit, traitant des sujets socio-économiques.
En 2018 le patrimoine personnel de Tettamanti était estimé à 950 millions de francs suisses.
En octobre 2021, son nom est cité dans les Pandora Papers.

## Œuvres
Tettamanti est l’auteur de plusieurs livres. Ses travaux incluent Quale Europa?, publié en 1993 par Giampiero Casagrande Editore en italien  (ISBN 88-7795-082-X), en allemand  (ISBN 3-250-10229-6),  (ISBN 9783250102298) et en français  (ISBN 2-84100-021-4). Avec Alfredo Bernasconi en 1996 il écrit Manifesto per una società liberale, publié en allemand par Ammann Verlag, Zurich,  (ISBN 3-250-10296-2) et en italien en 1995 par Sperling & Kupfer, Milan,  (ISBN 88-200-2103-X). En 2002 il écrit en italien un livre intitulé Les sept péchés du Capital, publié par Sperling & Kupfer, Milan  (ISBN 88-200-3484-0) ), également publié en allemand Die sieben Sünden des Kapitals, Bilanz, Zurich, 2003  (ISBN 3-909167-94-2). Ses commentaires publiés dans le Corriere del Ticino de 2004 à 2015 ont été réunis dans l’ouvrage Un Suisse libre, publié par Edizioni San Giorgio, Muzzano, 2015 (publication hors commerce). En 2017 il écrit avec Alfondo Tuor en italien un livre intitulé T contro T - Te lo do io il liberismo, publié par Edizioni San Giorgio, Muzzano  (ISBN 88-905-0701-2) et en 2018 un livre intitulé Flash, publié par Armando Dado' Editore, Locarno  (ISBN 978-88-8281-506-6).  En 2019 il écrit avec Alfondo Tuor en italien un livre intitulé T contro T - disuguaglianza, disagio e democrazia, publié par Edizioni San Giorgio, Muzzano  (ISBN 978-88-90507-03-8), tandis qu’en 2020, ses commentaires publiés dans le Corriere del Ticino de 2015 à 2020 ont été réunis dans l’ouvrage Un Suisse (toujours) libre, publié par Edizioni San Giorgio, Muzzano, 2020 (publication hors commerce). Son dernier livre, écrit avec Alfonso Tuor, intitulé T contre T - Un monde en crise - révoltes ou révolution?, a été publié en 2021 par Edizioni San Giorgio, Muzzano  (ISBN 978-88-90507-08-3).